# 华严塔 (宁夏)
华严塔，位于宁夏回族自治区中卫市中宁县恩和乡华寺塔，是中华人民共和国宁夏回族自治区文物保护单位之一。
2005年9月15日，授予宁夏回族自治区文物保护单位，是一座古建筑。